# Augusto da Silva
Augusto Álvaro da Silva (ur. 8 kwietnia 1876 w Recife, zm. 14 sierpnia 1968 w Salvadorze) – brazylijski duchowny katolicki, kardynał, arcybiskup São Salvador da Bahia.

## Życiorys
Święcenia kapłańskie przyjął 5 marca 1899. 12 maja 1911 został wybrany biskupem Floresty. Sakrę biskupią otrzymał 22 października 1911 z rąk arcybiskupa Luisa Raimundo da Silva Brito (współkonsekratorami byli biskupi Francisco de Paula Silva i Joaquim António d'Almeida). 25 czerwca 1915 został biskupem Barra. 18 grudnia 1924 objął arcybiskupstwo São Salvador da Bahia. 12 stycznia 1953 Pius XII wyniósł go do godności kardynalskiej z tytułem prezbitera Sant'Angelo in Pescheria. Wziął udział w konklawe wybierających Jana XXIII i Pawła VI. Uczestniczył w obradach Soboru Watykańskiego II.